# Lâu đài Krásný Buk
Lâu đài Krásný Buk (tiếng Đức: Schönbuche) là một lâu đài thời trung cổ đổ nát gần làng cùng tên (tiếng Đức: Schönbüchel) trong quận Krásná Lipa (Schönlinde) trong Hook Šluknov tại Cộng hòa Séc. Trong lâu đài ban đầu chỉ có một vài phần của bức tường và các bộ phận của các thành lũy tròn (Ringwall) và hào lâu đài đã tồn tại đến ngày nay.
Lâu đài Krásný Buk có lẽ được thiết lập vào nửa cuối thế kỷ 13. Từ nă1 263 chủ sở hữu của nó có thể đã được các gia đình Markwartitz, nhưng không có bằng chứng rõ ràng về điều đó. Vào đầu thế kỷ 14 lâu đài thuộc về Henry của Leipa, người bán nó trên trong 1319 cho vua Bohemian, John của Luxembourg.
Một chút sau, Wartenbergs được chủ sở hữu của lâu đài. Họ đặc biệt là sử dụng nó như một cơ sở cho các cuộc tấn công của họ. Kết quả là, Krásný Buk đã bị tịch thu và phá hủy vào ngày 15 tháng 9 năm 1339 quân đội của Liên đoàn Lusatian. Lâu đài này được xây dựng lại một lần nữa và không rơi vào đống đổ nát.